# Rafnia capensis
Rafnia capensis är en ärtväxtart som först beskrevs av Carl von Linné, och fick sitt nu gällande namn av George Claridge Druce. Rafnia capensis ingår i släktet Rafnia och familjen ärtväxter. Inga underarter finns listade i Catalogue of Life.